# Metropolia ryska
Metropolia Ryska – metropolia kościoła rzymskokatolickiego ustanowiona w 1937 roku, obejmująca swoim zasięgiem całą Łotwę.

## Historia
Pierwsza prowincja kościelna na tym terenie powstała w 2. połowie XIII w. Papież Aleksander IV bullą Cum universis z 31 marca 1255 r. przeniósł siedzibę archidiecezji z Ikšķile do Rygi i ustanowił tu metropolię Prus, Inflant i Estonii, w której skład wchodziły archidiecezja ryska, diecezja dorpacka, diecezja ozylijska, diecezje pruskie (chełmińska, pomezańska, sambijska, warmińska), kurlandzka oraz Gotlandia.
Metropolia i archidiecezja zostały zlikwidowane w wyniku sekularyzacji inflanckiej gałęzi zakonu krzyżackiego. Diecezję ryską wskrzeszono w 1918 roku, a w 1923 r. podniesiono do rangi archidiecezji.
8 maja 1937 r. utworzono drugą na Łotwie diecezję w Lipawie, którą podporządkowano odnowionej metropolii ryskiej. 7 grudnia 1995 r. Stolica Apostolska utworzyła dwie kolejne diecezje i od tej pory metropolia ryska składa się z archidiecezji i trzech sufraganii.

## Diecezje wchodzące w skład metropolii
1. Archidiecezja ryska
2. Diecezja lipawska
3. Diecezja jełgawska
4. Diecezja rzeżycko-agłońska

## Biskupi metropolii

### Biskupi diecezjalni
- Metropolita Prymas: Ks. Abp Zbigņevs Stankevičs (Ryga)
- Sufragan: Ks. bp Viktors Stulpins (Lipawa)
- Sufragan: Ks. bp Edvards Pavlovskis (Jełgawa)
- Sufragan: Ks. bp Jānis Bulis (Rzeżyca)

### Biskup pomocniczy
- Ks. bp Andris Kravalis (Ryga)

### Biskupi seniorzy
- Ks. kard. Jānis Pujats (prymas senior) (Ryga)
- Ks. bp Vilhelms Lapelis (Lipawa)
- Ks. bp Jānis Cakuls (Ryga)

## Główne świątynie
- Archikatedra św. Jakuba w Rydze
- Katedra św. Józefa w Lipawie
- Katedra Najświętszej Maryi Panny w Jełgawie
- Katedra Najświętszego Serca Jezusowego w Rzeżycy
- Bazylika Wniebowzięcia Najświętszej Maryi Panny w Agłonie